# La Sauvetat-sur-Lède
La Sauvetat-sur-Lède är en kommun i departementet Lot-et-Garonne i regionen Nouvelle-Aquitaine i sydvästra Frankrike. Kommunen ligger i kantonen Monflanquin som tillhör arrondissementet Villeneuve-sur-Lot. År 2022 hade La Sauvetat-sur-Lède 638 invånare.

## Befolkningsutveckling
Antalet invånare i kommunen La Sauvetat-sur-Lède
| Referens: INSEE |